# One Day It Will Please Us to Remember Even This
One Day It Will Please Us to Remember Even This es el tercer álbum de estudio de la banda de rock estadounidense New York Dolls, publicado el 25 de julio de 2006. Se trata del primer álbum de estudio de la agrupación desde Too Much Too Soon de 1974. Fue producido por Jack Douglas y compuesto casi en su totalidad por los músicos David Johansen y Sylvain Sylvain. El disco logró ubicarse en la posición No. 129 de la lista de éxitos Billboard 200 y recibió reseñas positivas por parte de la crítica especializada.

## Lista de canciones
Todas escritas por David Johansen y Sylvain Sylvain, excepto donde se indique lo contrario.
1. "We're All in Love" (Johansen, Sami Yaffa) – 4:38
2. "Runnin' Around" – 4:11
3. "Plenty of Music" – 4:00
4. "Dance Like a Monkey" – 3:38
5. "Punishing World" (Johansen, Steve Conte) – 2:37
6. "Maimed Happiness" – 3:01
7. "Fishnets and Cigarettes" – 3:13
8. "Gotta Get Away from Tommy" (Johansen, Conte) – 2:27
9. "Dancing on the Lip of a Volcano" – 4:18
10. "I Ain't Got Nothing" (Johansen, Brian Koonin) – 4:27
11. "Rainbow Store" (Johansen, Conte) – 2:57
12. "Gimme Luv and Turn on the Light" – 3:18
13. "Take a Good Look at My Good Looks" (Johansen, Sylvain, Conte) – 5:00

## Créditos
- Steve Conte – guitarra
- Brian Delaney – batería
- David Johansen – voz, armónica
- Brian Koonin – piano
- Sylvain Sylvain – guitarra
- Sami Yaffa – bajo